# Mimela holosericea
Mimela holosericea är en skalbaggsart som beskrevs av Fabricius 1787. Mimela holosericea ingår i släktet Mimela och familjen Rutelidae. Inga underarter finns listade i Catalogue of Life.